# Лондонська стіна

Лондиніум в 400 році нашої ери, оточений римськими мурами

Лондонська стіна (англ. London Wall) — оборонний мур, початково побудований римлянами навколо Лондинія, їхнього стратегічно важливого портового міста на річці Темзі там, де зараз Лондон, Англія, яка далі існувала, перебудовувалась та використовувалась до XVIII століття.
Зараз цю назву має дорога Лондонського Сіті, яка прокладена уздовж частини курсу старої стіни між вулицею Вормвуд і перехрестям Ротонди, де зустрічаються вулиці Сент-Мартінз-Ле-Гран та Алдерсгейт. До пізнього Середньовіччя стіна визначала межі Лондонського Сіті.

## Римська стіна

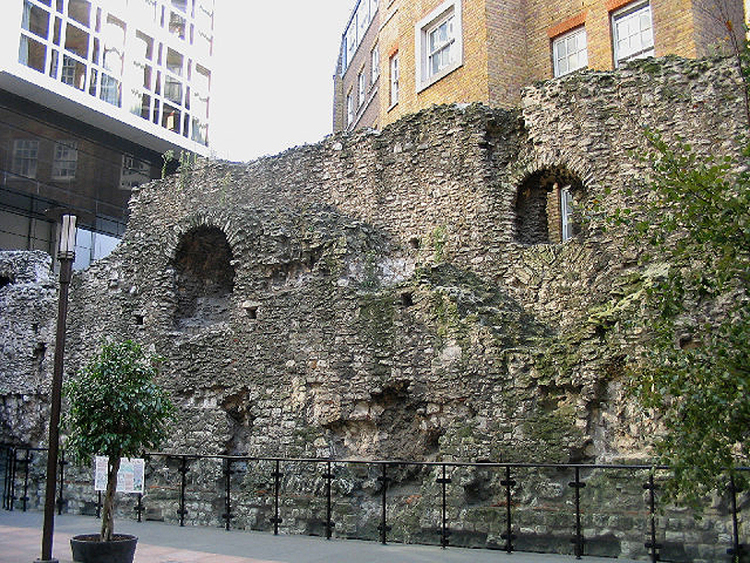
Вцілілий фрагмент оригінального римського муру 3-го ст. н. е. біля станції метро Тауер Хілл.

Хоча точна причина будівництва стіни невідома, стіна, здається, була побудована наприкінці 2-го або початку 3-го століття н. е.. Це було близько 80 років після закінчення будівництва форту міста у 120 р.н. е., чиї північна і західна стіни були потовщені і два рази збільшені у висоту, щоб стати частиною нової міської стіни. Вона продовжувала розвиватися як мінімум до кінця 4-го століття, що робить її одним з останніх великих будівельних проєктів, здійснюваних римлянами перед тим, як вони полишили Британію в 410 році. Причини для її будівництва могли бути пов'язані з вторгненням в Північну Британію піктів, які подолали Адріанів вал в 180 р.н. е. , або з політичною кризою, яка виникла наприкінці 2-го століття, коли намісник Британії Клодій Альбін консолідував свою владу після заяви про свого права на трон римського імператора. Після боротьби з суперником, Септимієм Севером, Альбін зазнав поразки в 197 р.н. е. в битві при Лугдунумі (поблизу сучасного Ліона, Франція). Економічні стимули, які забезпечила стіна і наступні кампанії Септимуса в Шотландії, поліпшили фінансове процвітання Лондиніума на початку 3-го століття.
Брами стіни збігалися з британською мережею римських доріг. Початкові ворота, за годинниковою стрілкою, від Ладґейт на заході до Алдгейта на сході, розташовувались так: Ладґейт, Ньюгейт, Кріпплгейт, Бішопсгейт і Алдгейт. Алдерсгейт, між Ньюгейт і Кріпплгейт, була додана близько 350 р.н. е. (Моргейт, між Кріпплгейт та Бішопсгейт, була побудована ще пізніше, в середньовічний період).
Довжина і розмір стіни зробили її одним з найбільших будівельних проєктів у Римській Британії. Завершені стіни, які мали брами, башти і оборонні рови, побудували з кентського рагстоуна (дуже твердого сіро-блакитного вапняка), який доставляли на баржах з каменоломень поблизу Мейдстоуна. Розміри стіни становили бл. 3,2 км по периметру (оточуючи площу бл. 110 га), 2,5 — 3 м в ширину і до 6 м у висоту. Рів або фосса в передній частині зовнішньої стіни мав глибину 2 м до 5 м в ширину. Стіна мала принаймні 22 вежі, розташовані на відстані приблизно 64 м одна від одної на східній ділянці стіни
Після того, як саксонські пірати декілька разів пограбували Лондиніум наприкінці 3-го століття, у 280 р.н. е. почалося будівництво додаткової стіни з боку ріки.

## Використання після римських часів

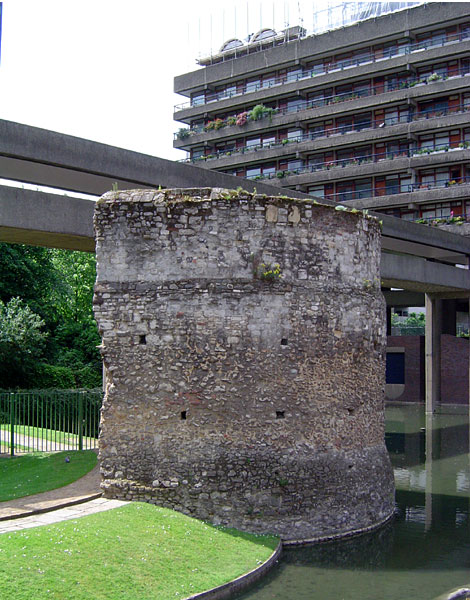
Бастіон, який знаходиться біля Барбікан, стоїть на римському фундаменті з цегляними верхніми ярусами 13-го ст.

З розпадом Західної Римської імперії, Лондиніум перестав бути столицею Британії, хоча романо-британська культура продовжувалась на території довкола Сент-Мартін-ін-зе-Філдс до 450 р.н. е. Однак захисні укріплення Лондиніуму певно зберегли деякі їхні колишні грізні сили, тому що Англосаксонський часопис згадує, що романо-британці відступили назад в Лондон після їх кривавої поразки у битві при Крекганфорді (Крейфорд, Кент) від рукх Хенгіста і Хорса, лідерів саксонських загарбників.
Десь з 500 року, англосаксонське поселення, відоме як Лунденвік, виникло в цьому ж районі трохи західніше старого занедбаного римського міста. Але близько 680 року Лондон ожив достатньо, щоб стати великим саксонским портом. Тим не менш, стіна не ремонтувалась і Лондон став жертвою двох успішних нападів вікінгів в 851 та 886 роках.
У 886 році західно-саксонський король, Альфред I Великий, формально погодився з умовами данського воєначальника, Ґутрума, про зону політичного та географічного контролю, які були отримані останнім вторгненнями вікінгів. У східній та північній частині Англії, з кордонами, які приблизно простягались з Лондона до Честера, скандинави створили Денло. У тому ж році у Англосаксонський часопис записали, що Лондон був «заново заснований» Альфредом. Археологічні дослідження показують, що це включало полишення Лунденвіка і відродження життя і торгівлі в межах старої Римської стіни. Це було частиною політики Альфреда з забезпечення поглибленої оборони Королівства Вессекс від вікінгів, а також створення наступальної стратегії проти вікінгів, які контролювали Мерсію. Також в цей період був створений Саутворк, згаданий у Біргел Хайдедж (Burghal Hidage), на південному березі річки Темзи.
Міські стіни Лондона були відремонтовані по мірі того як місто повільно зростало приблизно до 950, коли міська активність різко зросла. Велика армія вікінгів, які напали на Лондонський бург, була переможена 994 року.

## Середньовічний період

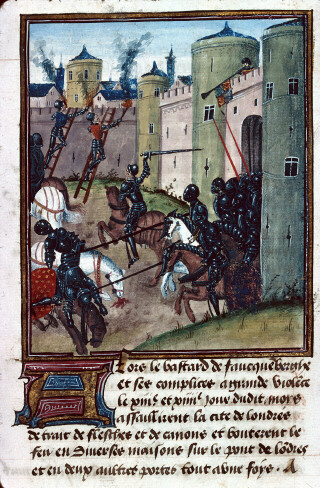
Йоркські сили атакують Ланкастерів під час облоги Лондона, 12-15 травня 1471 р.

В 11-му столітті Лондон був поза всяким порівнянням найбільшим містом в Англії. Вестмінстерське абатство, перебудоване в романському стилі королем Едуардом Сповідником, було однією з найбільших церков в Європі. До того часу Вінчестер був столицею англо-саксонської Англії, але тепер Лондон став головним майданчиком для іноземних торговців і базою для оборони під час війни. На думку Франка Стентона: «він мав ресурси, і він стрімко розвивав гідність і політичну самосвідомість, відповідну національній столиці».
Розмір і важливість Лондона призвели до перепланування оборони міста. В ранньосередньовічний період після Нормандського завоювання Англії Лондонська стіна зазнала значної перебудови, яка включала облаштування бійниць, додаткових воріт, веж і бастіонів. Крім семи брам і чотирьох барів, існували 13 водяних брам на Темзі, де товари вивантажувались з кораблів. Вони включали Біллінгсгейт і Бріджгейт. Додатково з'явилися брами лише для пішоходів, такі як Тауергейт, і потайна хвіртка в Лондонському Тауері.
Лондон продовжував рости протягом усього середньовічного періоду, і містобудування почалося за межами міських стін. Ця експансія привела до суфіксних слів «поза» («Without») і «всередині» («Within»), які позначали території Сіті – і, як правило, застосовувались до вордів – які розташовувались за межами або всередині Лондонської стіни, хоча тільки Фаррінгдон і (раніше) Брідж були так розділені на окремі ворди (Брідж Візаут потрапляв за межі брами на Лондонському мосту). Деякі ворди — Алдерсгейт, Бішопсгейт та Кріпплгейт – охоплювали області, які була як всередині, так поза стінами і, хоча вони не розділені на окремі ворди, часто їх частина в межах стіні позначається (на картах, в документах і т. д.) як «всередині», а частину за межами стіни як «поза». Архаїчні «Інфра» (всередині) І «Екстра» (поза) також використовувалися, так само як «intramural» та «extramural», щоб описати ділянки в межах або за межами відгородженої частині міста.
Суфікси досі застосовуються для деяких церков і парафій поблизу колишніх брам міської стіни, такі як Сент-Одуен-визін-Ньюгейт або Сент-Ботольф-визаут-Бішопсгейт.

## Руйнування

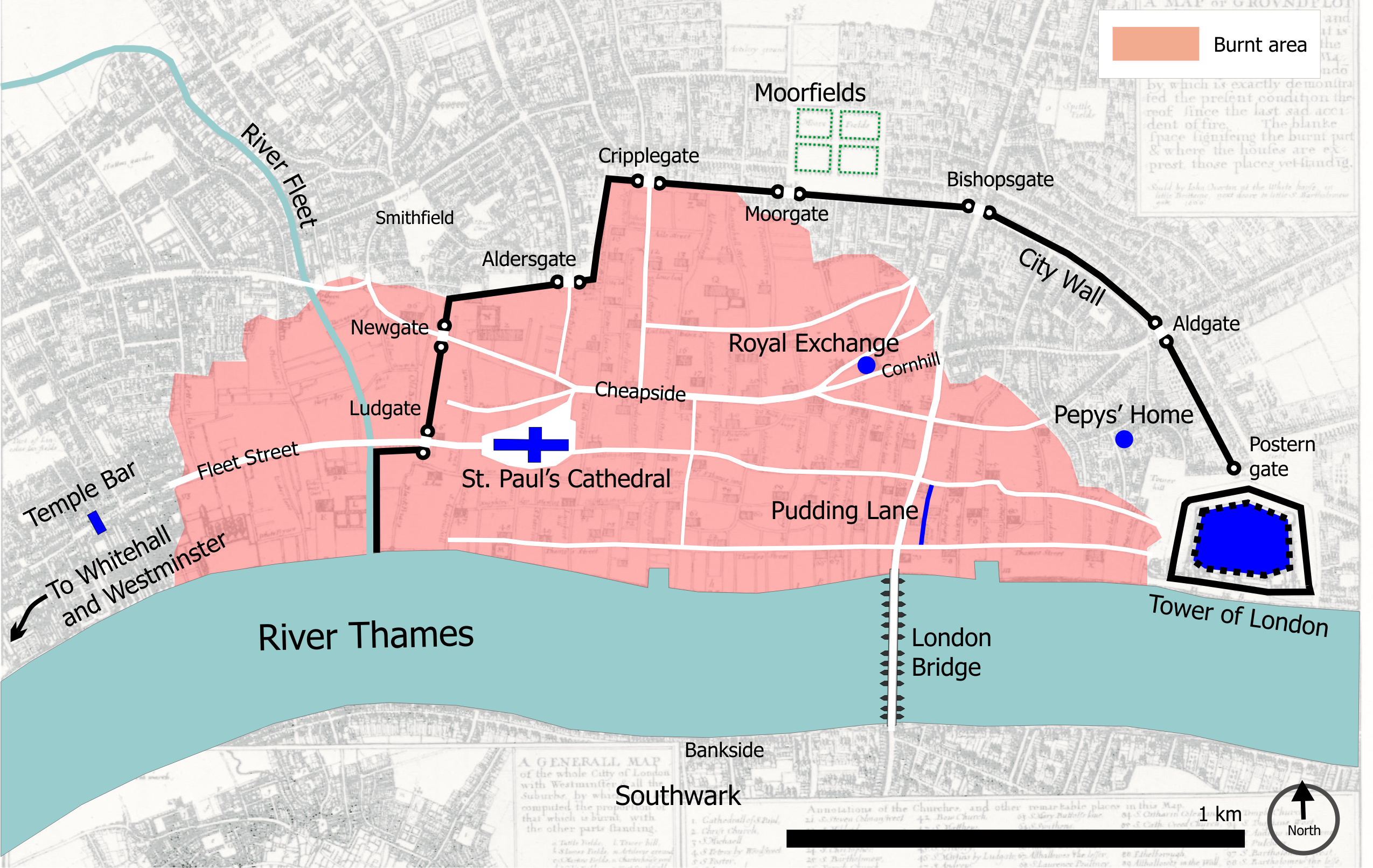
Рожева область показує територію Великої пожежі в Лондоні 1666 року в межах міських стін.

Межі міста Лондона перестали збігатися зі старою міською стіною, коли місто розширило свою юрисдикцію в Середньовіччя. Юрисдикція розширилась на захід, перетнувши історичну західну межу початкового поселення — річку Фліт — уздовж Фліт-стріт до Темпл-Бар. Місто також поглинуло інші «міські бари» (митні брами), які були розташовані відразу за старою стіною: Голборн-бар, Смітфілд-бар, і Вайтчепел-бар. Це були важливі в'їзди в місто і їх контроль мав життєво важливе значення у підтриманні особливих привілеїв міста щодо певної торгівлі.
Під час Великої лондонської пожежі у вересні 1666 року, майже все середньовічне Лондонське Сіті всередині міської стіна було зруйноване.
Сім брам до Сіті, з безліччю ремонтів і відновлення протягом багатьох років, стояли поки всі вони не були знесені між 1760 і 1767 роками. Роботи зі знесення стіни тривали до 19-го століття, однак її великі ділянки були включені в інші споруди. Коли Сіті було зруйновано бомбами під час Бліцу у Другій Світовій війні, одними з найвищих остовів були залишки Лондонської стіни.
Зараз все, що залишилося від стіни, — кілька (хоч і суттєвих) фрагментів, деякі з яких можна побачити на території музею Лондона, маєтку Барбікан і навколо пагорбу Тауер. Ділянка біля музею Лондона була виявлена на Нобл Стріт, після розрухи від повітряного нальоту 29 грудня 1940 року в розпал Бліцу. Ще одна видима ділянка розділ знаходиться в садах Сент-Альфадж, а інші ділянки є частиною стін або фундаменти сучасних будівель і їх видно тільки всередині цих будівель. Одна з найбільших і найбільш доступних ділянок стоїть поруч станції метро Тауер-Хілл, з реплікою статуї імператора Траяна перед нею.
У 1984 році музей Лондона облаштував «Стіновий маршрут» від лондонського Тауера до музею, облаштувавши 23 панелі з плитки. Деякі з них були знищені в наступні роки. На Нобл Стріт, панелі з плитки були замінені на скляні панелі з гравіюванням. Вони мали стати прототипом для нових панелей вздовж всього маршруту, але подальша заміна не відбулась.

## Сучасний маршрут

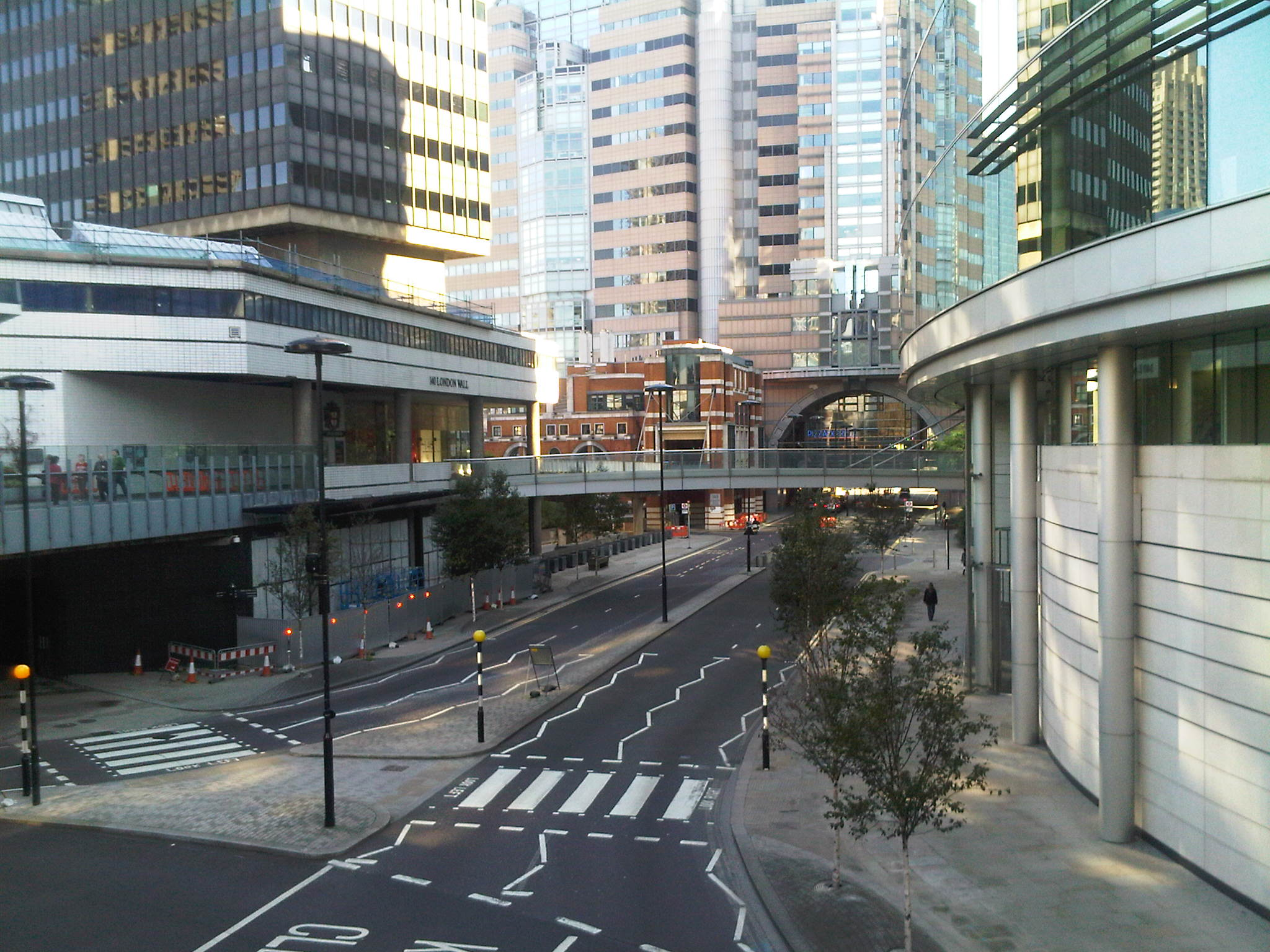
Сучасна (після 1976 р.) дорога Лондон Волл

Частина території, яку колись займала північна стіна, згадується у дорозі Лондон Волл, яка однак досить приблизно відповідає фактичному розташуванню старої стіни. На цій дорозі такої розташований музей Лондону. Сучасна дорога починається на заході з розв'язки Ротонда біла Алдерсгейт, потім йде на схід повз Моргейт, звідки вона йде паралельно лінії міської стіни, і врешті-решт переходить у Вормвуд Стріт, перш ніж вона досягне Бішопсгейт. Такий її курс є результатом перебудови між 1957 і 1976 роками; вулиця Лондон Волл була вузькою і проходила позаду лінії міської стіни по всій своїй довжині, від Вормвуд Стріт до Вуд Стріт. Західна частина старої вулиця зараз перетворена на сали Сент-Алфадж.
Колишній рів стіни утворює вулицю Хаундсдітч (букв. «Собачий рів»). Колись це було головним сміттєзвалищем Лондона і було відоме своїм жахливим запахом; відповідно назва вулиці, за даними історика 16-го століття Джона Стоу, була отримана «від того, що у старі часи, коли звалище було відкрите, тут лежало багато мерзоти (вивезеної Сіті), особливо мертвих собак». Рів було нарешті закрито і засипано наприкінці 16-го століття.

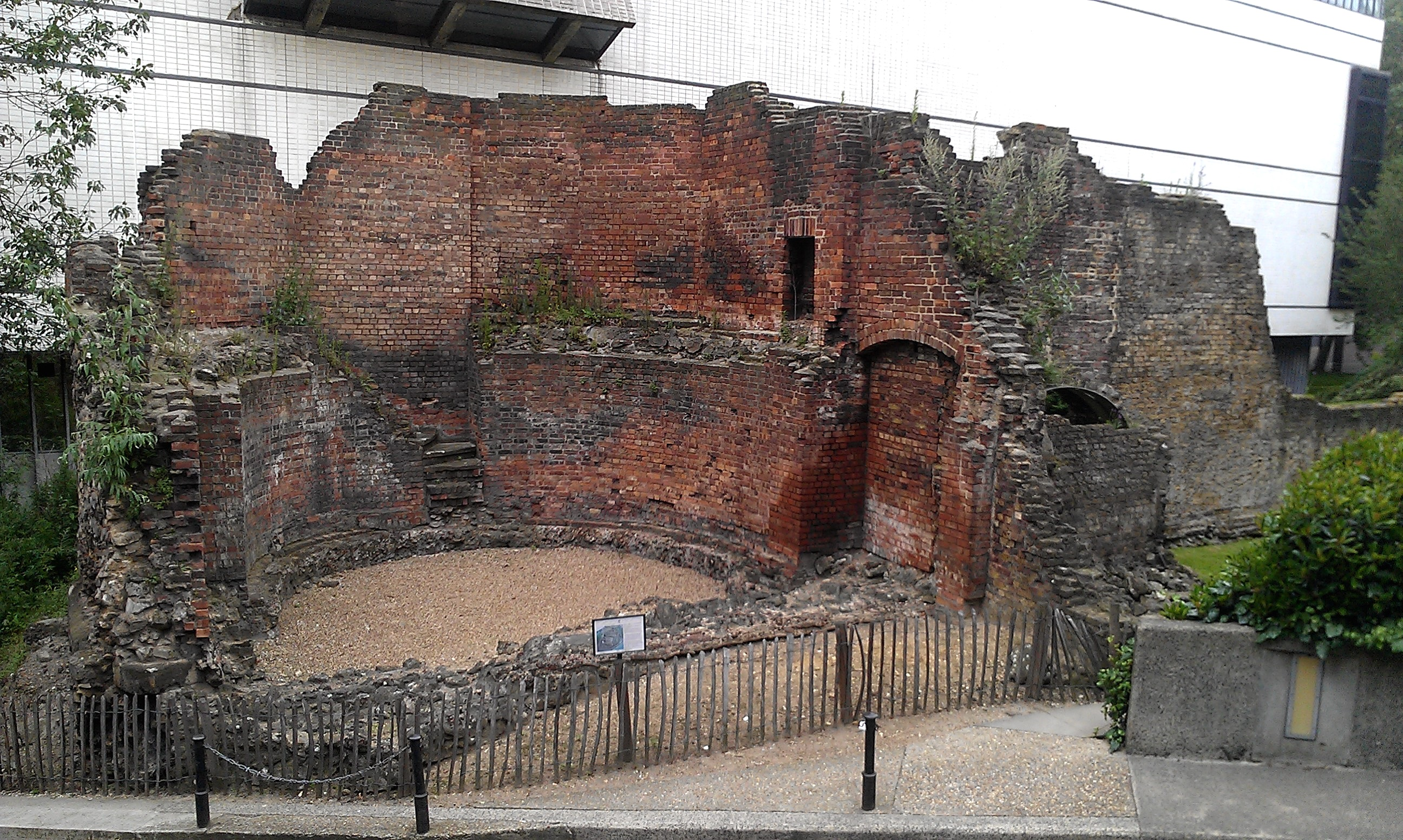
Бастіон 14 уздовж стіни

| Розташування     | Координати                                                          |
| ---------------- | ------------------------------------------------------------------- |
| Музей Лондона    | 51°31′03″ пн. ш. 0°05′49″ зх. д. / 51.51750° пн. ш. 0.09694° зх. д. |
| Барбікан         | 51°31′08″ пн. ш. 0°05′35″ зх. д. / 51.51889° пн. ш. 0.09306° зх. д. |
| Лондон Волл      | 51°31′04″ пн. ш. 0°05′43″ зх. д. / 51.51778° пн. ш. 0.09528° зх. д. |
| Сади Сент-Алфадж | 51°31′05″ пн. ш. 0°05′33″ зх. д. / 51.51806° пн. ш. 0.09250° зх. д. |
| Куперс Роу       | 51°30′38″ пн. ш. 0°04′34″ зх. д. / 51.51056° пн. ш. 0.07611° зх. д. |
| Тауер-Хілл       | 51°30′36″ пн. ш. 0°04′33″ зх. д. / 51.51000° пн. ш. 0.07583° зх. д. |